# Epiphyllum phyllanthus subsp. cleistogamum
Az Epiphyllum phyllanthus subsp. cleistogamum egy közelmúltban leírt epifita kaktusz, mely csak a leírás helyéről ismert.

## Elterjedése és élőhelye
Bolívia: Ambró-park menti erdők, 400–600 m tengerszint feletti magasságban.

## Jellemzői
Szártagjai többé-kevésbé felegyenesedők, 300–800 mm hosszúak, 30–40 mm szélesek, matt zöld, vagy sötétzöld színűek. Virágai 260 mm hosszúak, pericarpiuma 15 mm hosszú, sötétzöld. Külső szirmai zöldek, a belsők fehérek, azonban a virág soha nem nyílik ki. A porzószálak fehérek, a bibe hasonlóképp. Termése tojásdad alakú, 15–40 mm hosszú, 15–30 mm széles, lilás-rózsaszínes, fehér pulpájú bogyó. Kizárólag önmegtermékenyítéssel képez termést.
Rendszertani besorolása még vitatott.